# 申驪
申驪（?—?），芈姓，名驪，申氏，春秋時期楚國人物。
前583年（晋景公十七年、楚共王八年），晋国栾书率军侵袭蔡国，接着又侵袭楚国，俘虏了申骊。楚军回去的时候，晋军侵袭沈国，俘虏了沈子揖初，这是听从了知庄子、范文子、韩献子等人的意见。《左传》的作者赞扬栾书从善如流。郑成公将要会合晋军，经过许国，攻打许国的东门，俘获很多。后来声子向令尹子木分析是楚国析公逃亡到晋国，策划的俘虏申骊、沈子揖初的战役。